# Communauté de communes de Haute-Charente
La  Communauté de communes de Haute-Charente est une ancienne communauté de communes française, située dans le département de la Charente et le pays de Charente Limousine.

## Historique
- 2010 : Sauvagnac rejoint la CC.
- 2013 : Cellefrouin quitte la CC et Verneuil rejoint la CC.
- 2014 : Roussines rejoint la CC[Note 2].

- La communauté de communes fusionne le 1er janvier 2017 avec la communauté de communes du Confolentais pour former la nouvelle Communauté de communes de Charente Limousine[1].

## Administration
- Régime fiscal (au 01/01/2005) : fiscalité additionnelle.

### Liste des présidents
| Période | Période       | Identité          | Étiquette | Qualité |
| ------- | ------------- | ----------------- | --------- | ------- |
| ?       | ?             | Jean Everhard     |           |         |
| ?       | 2003          | Michel Bourdareau |           |         |
| 2003    | 2008          | Jean Labarussias  |           |         |
| 2008    | décembre 2016 | Christian Faubert |           |         |

### Siège
65, route nationale, 16270 Roumazières-Loubert.

## Composition
Elle regroupait 37 communes le 1er janvier 2016 :
| Nom                         | Code Insee | Gentilé          | Superficie (km2) | Population (dernière pop. légale) | Densité (hab./km2) |
| --------------------------- | ---------- | ---------------- | ---------------- | --------------------------------- | ------------------ |
| Roumazières-Loubert (siège) | 16192      | Roumaziérois     | 46,59            | 2 505 (2014)                      | 54                 |
| Beaulieu-sur-Sonnette       | 16035      | Belusois         | 10,29            | 250 (2014)                        | 24                 |
| Brigueuil                   | 16064      | Brigueillois     | 47,07            | 1 061 (2014)                      | 23                 |
| Chabanais                   | 16070      | Chabanois        | 15,01            | 1 693 (2014)                      | 113                |
| Chabrac                     | 16071      |                  | 22,40            | 568 (2014)                        | 25                 |
| Chasseneuil-sur-Bonnieure   | 16085      | Chasseneuillais  | 33,34            | 3 039 (2014)                      | 91                 |
| Chassenon                   | 16086      | Chassenonais     | 23,48            | 872 (2014)                        | 37                 |
| Cherves-Châtelars           | 16096      |                  | 30,68            | 408 (2014)                        | 13                 |
| Chirac                      | 16100      | Chiracois        | 34,33            | 750 (2014)                        | 22                 |
| Étagnac                     | 16132      | Étagnacois       | 29,23            | 947 (2014)                        | 32                 |
| Exideuil-sur-Vienne         | 16134      | Exideuillais     | 20,56            | 1 048 (2014)                      | 51                 |
| Genouillac                  | 16149      | Genouillacois    | 14,59            | 609 (2014)                        | 42                 |
| La Péruse                   | 16259      | Pérusots         | 8,52             | 509 (2014)                        | 60                 |
| Le Grand-Madieu             | 16157      | Madieusains      | 8,40             | 165 (2014)                        | 20                 |
| Les Pins                    | 16261      | Pinusiens        | 21,06            | 449 (2014)                        | 21                 |
| Le Lindois                  | 16188      |                  | 17,95            | 340 (2014)                        | 19                 |
| Lésignac-Durand             | 16183      |                  | 19,74            | 183 (2014)                        | 9,3                |
| Lussac                      | 16195      | Lussacais        | 11,70            | 293 (2014)                        | 25                 |
| Massignac                   | 16212      |                  | 23,93            | 397 (2014)                        | 17                 |
| Mazerolles                  | 16213      | Mazerollais      | 17,45            | 324 (2014)                        | 19                 |
| Mazières                    | 16214      |                  | 5,87             | 101 (2014)                        | 17                 |
| Montembœuf                  | 16225      | Montembelviens   | 16,05            | 674 (2014)                        | 42                 |
| Mouzon                      | 16239      | Mouzonnais       | 10,62            | 133 (2014)                        | 13                 |
| Nieuil                      | 16245      |                  | 23,90            | 924 (2014)                        | 39                 |
| Parzac                      | 16255      | Parzacois        | 11,38            | 139 (2014)                        | 12                 |
| Pressignac                  | 16270      | Pressignacois    | 28,15            | 394 (2014)                        | 14                 |
| Roussines                   | 16289      | Roussins         | 16,08            | 258 (2014)                        | 16                 |
| Saint-Claud                 | 16308      | Saint-Claudais   | 26,75            | 1 091 (2014)                      | 41                 |
| Saint-Laurent-de-Céris      | 16329      | Saint-Laurentais | 29,89            | 784 (2014)                        | 26                 |
| Saint-Mary                  | 16336      | Mariussois       | 21,86            | 355 (2014)                        | 16                 |
| Saint-Quentin-sur-Charente  | 16345      |                  | 14,39            | 202 (2014)                        | 14                 |
| Saulgond                    | 16363      |                  | 27,36            | 504 (2014)                        | 18                 |
| Sauvagnac                   | 16364      |                  | 7,24             | 63 (2014)                         | 8,7                |
| Suaux                       | 16375      |                  | 11,93            | 430 (2014)                        | 36                 |
| Suris                       | 16376      | Surisiens        | 11,08            | 253 (2014)                        | 23                 |
| Verneuil                    | 16398      | Verneuillois     | 7,70             | 97 (2014)                         | 13                 |
| Vitrac-Saint-Vincent        | 16416      |                  | 22,07            | 518 (2014)                        | 23                 |